# Конголезький франк
Конголезький франк (фр. franc congolais)— національна валюта Демократичної Республіки Конго; 1 франк = 100 сантимам.
Конголезький франк був введений в обіг у 1998 році замість заїра. Емісію грошей здійснює Центральний банк Конго. Міжнародне позначення валюти — CDF.

## Історія
До 1911 року на території Бельгійського Конго (колишній колонії Бельгії) перебували в обігу бельгійські монети. У 1911 році грошовою одиницею був оголошений конголезький франк, прирівняний до бельгійського франка. Після проголошення незалежності у 1960 році грошовою одиницею Конго залишився конголезький франк.
23 червня 1967 року проведена грошова реформа, яка передбачала девальвацію конголезького франка і введення нової грошової одиниці — «заїру». У 1998 році замість заїра був знову введений конголезький франк.

## Опис

### Банкноти основного обігу зразка 1997 року
Центральним банком Конго введені в обіг банкноти номіналом 1, 5, 10, 20, 50 сантимів і 1, 5, 10, 20, 50, 100, 500 франків різних років випуску. Однак, у реальному грошовому обігу знаходяться лише банкноти номіналом від 20 франків і вище.

#### Сантими
| Серія сантимів 1997 року | Серія сантимів 1997 року | Серія сантимів 1997 року | Серія сантимів 1997 року | Серія сантимів 1997 року | Серія сантимів 1997 року       | Серія сантимів 1997 року | Серія сантимів 1997 року |
| Зображення               | Зображення               | Номінал (сантимів)       | Розміри (мм)             | Основні кольори          | Опис                           | Опис                     | Рік друку                |
| Аверс                    | Реверс                   | Номінал (сантимів)       | Розміри (мм)             | Основні кольори          | Аверс                          | Реверс                   | Рік друку                |
| ------------------------ | ------------------------ | ------------------------ | ------------------------ | ------------------------ | ------------------------------ | ------------------------ | ------------------------ |
|                          |                          | 1                        | 70 х 120                 | фіолетовий, зелений      | Дівчина, що збирає каву        | Виверження вулкана       | 1997                     |
|                          |                          | 5                        | 70 х 120                 | синій, фіолетовий        | Африканська маска народу суку  | Музичний інструмент      | 1997                     |
|                          |                          | 10                       | 70 х 120                 | червоний, рожевий        | Африканська маска народу пенде | Національний танок       | 1997                     |
|                          |                          | 20                       | 70 х 120                 | зелений, рожевий         | Олень                          | Савана                   | 1997                     |
|                          |                          | 50                       | 70 х 120                 | коричневий, жовтий       | Голова Окапі                   | Родина Окапі             | 1997                     |

#### Франки
| Серія франків 1997 року | Серія франків 1997 року | Серія франків 1997 року | Серія франків 1997 року | Серія франків 1997 року | Серія франків 1997 року           | Серія франків 1997 року                    | Серія франків 1997 року |
| Зображення              | Зображення              | Номінал (франків)       | Розміри (мм)            | Основні кольори         | Опис                              | Опис                                       | Рік друку               |
| Аверс                   | Реверс                  | Номінал (франків)       | Розміри (мм)            | Основні кольори         | Аверс                             | Реверс                                     | Рік друку               |
| ----------------------- | ----------------------- | ----------------------- | ----------------------- | ----------------------- | --------------------------------- | ------------------------------------------ | ----------------------- |
|                         |                         | 1                       | 70 х 150                | синій, коричневий       | Металургійний завод у Катанзі     | Патрис Лумумба із соратниками в ув'язненні | 1997                    |
|                         |                         | 5                       | 70 х 150                | фіолетовий, жовтий      | Носоріг                           | Водоспад Камванга                          | 1997                    |
|                         |                         | 10                      | 70 х 150                | зелений, жовтий         | Скульптура народності луба        | Скульптура народності луба                 | 1997                    |
|                         |                         | 10                      | 70 х 150                | помаранчевий, блакитний | Скульптура народності луба        | Скульптура народності луба                 | 2003                    |
|                         |                         | 20                      | 70 х 150                | помаранчевий, блакитний | Голова лева                       | Левиця з двома левенятами                  | 1997                    |
|                         |                         | 20                      | 70 х 150                | зелений, жовтий         | Голова лева                       | Левиця з двома левенятами                  | 2003                    |
|                         |                         | 50                      | 70 х 150                | синій, блакитний        | Маска народу тшокве               | Селище на березі річки Конго               | 1997                    |
|                         |                         | 50                      | 70 х 150                | коричневий, рожевий     | Маска народу тшокве               | Селище на березі річки Конго               | 2000                    |
|                         |                         | 100                     | 70 х 150                | коричневий, рожевий     | Слон                              | Гідроелектростанція                        | 1997                    |
|                         |                         | 100                     | 70 х 150                | синій, блакитний        | Слон                              | Гідроелектростанція                        | 2000                    |
|                         |                         | 200                     | 70 х 150                | фіолетовий, рожевий     | Селянин і статуя селянки          | Традиційні африканські барабани            | 2000                    |
|                         |                         | 500                     | 70 х 150                | синій, блакитний        | Три робітника на тлі діаманта     | Видобуток діамантів на березі річки        | 2002                    |
|                         |                         | 500 пам'ятна банкнота   | 70 х 150                | зелений, сірий          | Порт Матаді на березі річки Конго | Міст через річку                           | 2010                    |

2 липня 2012 року Центральний банк Конго випустив нові банкноти номіналом у 1000, 5000, 10000 і 20000 франків, що мають відмінне від попередніх серій оформлення.

### Монети
Фактично, усі монети і купюри малих номіналів, продовжуючи зберігати за собою статус законного засобу платежу, у готівковому обігу зустрічаються лише у складі сувенірних наборів, у яких їх вартість у кілька разів перевищує номінальну.
Аверс конголезьких (заїрських) монет усіх номіналів і серій прикрашають зображення лева, що стоїть на задніх лапах, і напис «REPULIQUE DEMOCRATIQUE DU CONGO». На реверсі монети гідністю 25 сантимів зображені тварини — ласка або дикий собака — залежно від серії монети. Характерними зображеннями для монети номіналом 50 сантимів, також залежно від серії, є зображення або метелика, або горили. Також існують монети у 50 сантимів, котрі на зворотному боці містять зображення жирафи і напис «XXI CENTURY F.A.O. FOOD SECURITY» або зображення футболіста з м'ячем. Реверс монети номіналом 1 франк, виготовленої з латуні, прикрашає зображення курки місцевої породи.
Для конголезьких (заїрських) монет усіх номіналів характерний гладкий гурт, всі монети, крім однофранкових, виготовлені з алюмінію. Остання серія монет була випущена у 2002 році.